# Rue d'Espagne
La rue d'Espagne est une voie bayonnaise (Pyrénées-Atlantiques), située dans le quartier du Grand Bayonne.

## Situation et accès
La rue s'étend de la porte d'Espagne, à l'intersection de l'avenue de Pampelune, du boulevard du Rempart-Lachepaillet et de la rue Tour-de-Sault, jusqu'à la place Louis-Pasteur. Elle croise les rues Vieille-Boucherie (à l'ouest) et Passemillon (à l'est), puis Sabaterie et Lagréou, et enfin les rues de Luc et Poissonnerie.
La rue est desservie depuis fin 2003 par la navette de Bayonne, grâce aux arrêts Porte d'Espagne, au sud, et Cathédrale, place Louis-Pasteur, au nord,.

## Origine du nom
Elle porte ce nom en raison de la proximité de la porte d'Espagne.

## Historique
Les deux tronçons composant autrefois la rue d'Espagne se nommaient « rue des Tendes », du nom des tentes présentes à cet endroit durant les marchés, et « rue Mayou », Mayour, Maieur, Maiour ou encore Mayor, en gascon rue principale. En 1793, une partie de la rue prend le nom de « rue de la République » puis la rue tout entière celui de « rue Mayou », et enfin à la fin du XIXe siècle celui de « rue d'Espagne »
La proximité du marché (au bout nord de la rue) et de la porte d'Espagne (au bout sud) rendaient la rue d'Espagne, alors divisée en rues des Tendes et Mayou, extrêmement active et passante. Aux XVIIIe et XIXe siècles, la rue abrite 71 maisons avec une population variée, « ni marchande ni aristocratique » (Édouard Ducéré).
La prison royale était installée dans la rue depuis une date inconnue et jusqu'en 1790, où les prisons furent déplacées rue Sabaterie. La prison municipale était installée au bout sud de la rue, dans les deux tours de Mignon. Celles-ci furent démolies en 1816.
Il existe également une rue d'Espagne à Biarritz.
Dans les années 1950, alors que le secteur de la cathédrale était pauvre et insalubre, « l'artère principale [en était] la rue d'Espagne avec ses commerces, ses artisans, ses cafés : elle [était], à elle seule, une ville » (étude sociologique d'Yves Lapraz, en 1959).
En 2007, la rue fut piétonnisée et pavée.

## Bâtiments remarquables et lieux de mémoire
- no 14 Jean Bernard Jauréguiberry y naquit en 1815[D 6].